# كامبرلاند يونايتد
كامبرلاند يونايتد الاسم الكامل: (بالإنجليزية: Cumberland United Football Club)‏ هو نادي كرة قدم أسترالي تم إنشاؤه في سنة 1943 الميلادية وشارك في الدوري الجنوب الأسترالي الممتاز.